# Giovanni Vecchina
Giovanni Vecchina (16 d'agost de 1902 - 5 d'abril de 1973) va ser un futbolista i entrenador de futbol italià de Venècia, a la regió del Vèneto. Davanter, Vecchina va jugar tota la seva carrera al futbol italià; és més conegut pel seu pas per la Juventus, Venezia i Pàdua. A nivell internacional, va representar la selecció italiana de futbol dues vegades el 1928.
Després de retirar-se del joc, Vecchia va passar a dirigir clubs de futbol italians com el Napoli amb Attila Sallustro.